# Bank pobożny

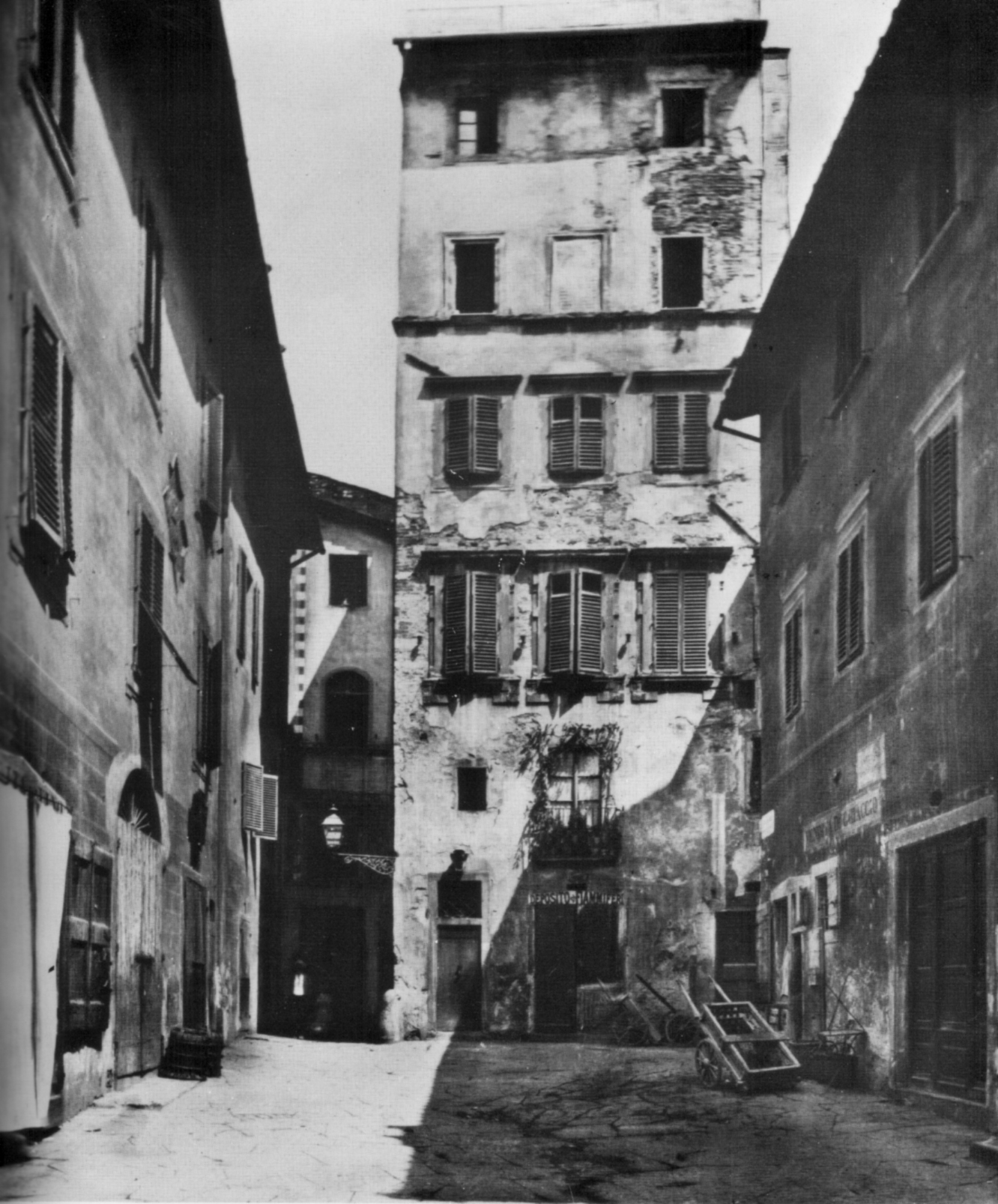
Bank pobożny we Florencji (1880).

Bank pobożny lub montes pietatis – instytucja udzielająca nieoprocentowanych pożyczek zubożałym wiernym. Wypożyczone pieniądze należało zagwarantować zastawem (tzw. fantami). Kapitał kredytowy powstawał z dobrowolnych ofiar, często fundacji zamożnych osób. Banki były wspierane uchwałami synodalnymi i wsparciem możnych. Ich propagatorami byli głównie jezuici. W XVII w. banki istniały we wszystkich dużych miastach Polski. Kres ich działalności położyły rozbiory Polski i konfiskata kościelnych majątków.

## Historia
Pierwsze banki pobożne założyli pod koniec XV w. w Państwie Kościelnym reformatorzy franciszkańscy: Jan Kapistran, Bernardyn ze Sieny i Bernardyn z Feltre. Niebawem upowszechniły się w całych Włoszech, a pod koniec XV w. we Francji i Niemczech. Na polski grunt przeszczepił je wkrótce bł. Władysław z Gielniowa, ale zwyczaj wkrótce zaginął. Najwięcej banków powołał znany jezuita o. Piotr Skarga, który związał tę instytucję z Arcybractwem Miłosierdzia. I to właśnie on zainicjował w Polsce banki pobożne zapewne w 1579 w Wilnie i w 1587 w Krakowie. Następnie powstały: w 1589 w Warszawie, 1599 w Poznaniu, przed 1600 w Pułtusku, 1600 w Łowiczu i w 1601 we Lwowie i Zamościu. Zlikwidowane zostały w okresie zaborów, lecz w Krakowie bank pobożny przetrwał do 1948.